# Robin Hood (1991)
Robin Hood (ook bekend als Robin Hood: The Movie) is een Britse film uit 1991, geregisseerd door John Irvin met in de hoofdrollen Patrick Bergin en Uma Thurman.
De film werd in hetzelfde jaar uitgebracht als de film Robin Hood: Prince of Thieves, die beide de Robin Hood-legende verhalen. Prince of Thieves was een grootser opgezette film met meer budget en grotere sterren, waardoor deze film in de Verenigde Staten en Canada op kabel-tv en video werd uitgebracht. In Europa kreeg deze film wel een bioscoopuitgave.

## Verhaal
De film is qua verhaal grotendeels gelijk aan de film The Adventures of Robin Hood uit 1938.
Engeland wordt verscheurd door een oorlog tussen de Normandiërs en de Saxen. Na te zijn verraden door een vriend, wordt de Saxische graaf Robert Hode de outlaw Robin Hood. Met een groep volgelingen neemt hij het op tegen de Normandische edelen.

## Rolverdeling
| Acteur          | Personage                  |
| --------------- | -------------------------- |
| Patrick Bergin  | Sir Robert Hode/Robin Hood |
| Uma Thurman     | Maid Marian                |
| Jurgen Prochnow | Sir Miles Folcanet         |
| Jeroen Krabbé   | Baron Roger Daguerre       |
| David Morrissey | Little John                |
| Owen Teale      | Will Scarlet               |
| Danny Webb      | Much the Miller            |

## Achtergrond
De traditionele Sheriff van Nottingham en Guy van Gisburne komen niet voor in de film. Hun rollen worden overgenomen door twee voor de film bedachte personages; baron Daguerre en de ridder Miles Folcanet.
Het is duidelijk dat de producers van deze film een meer historisch correcte vertelling van de Robin Hood-legende wilden maken. De Middeleeuwse wereld die in de film te zien is, is donker, smerig en gevaarlijk.